# Carl Heymann (Musiker)

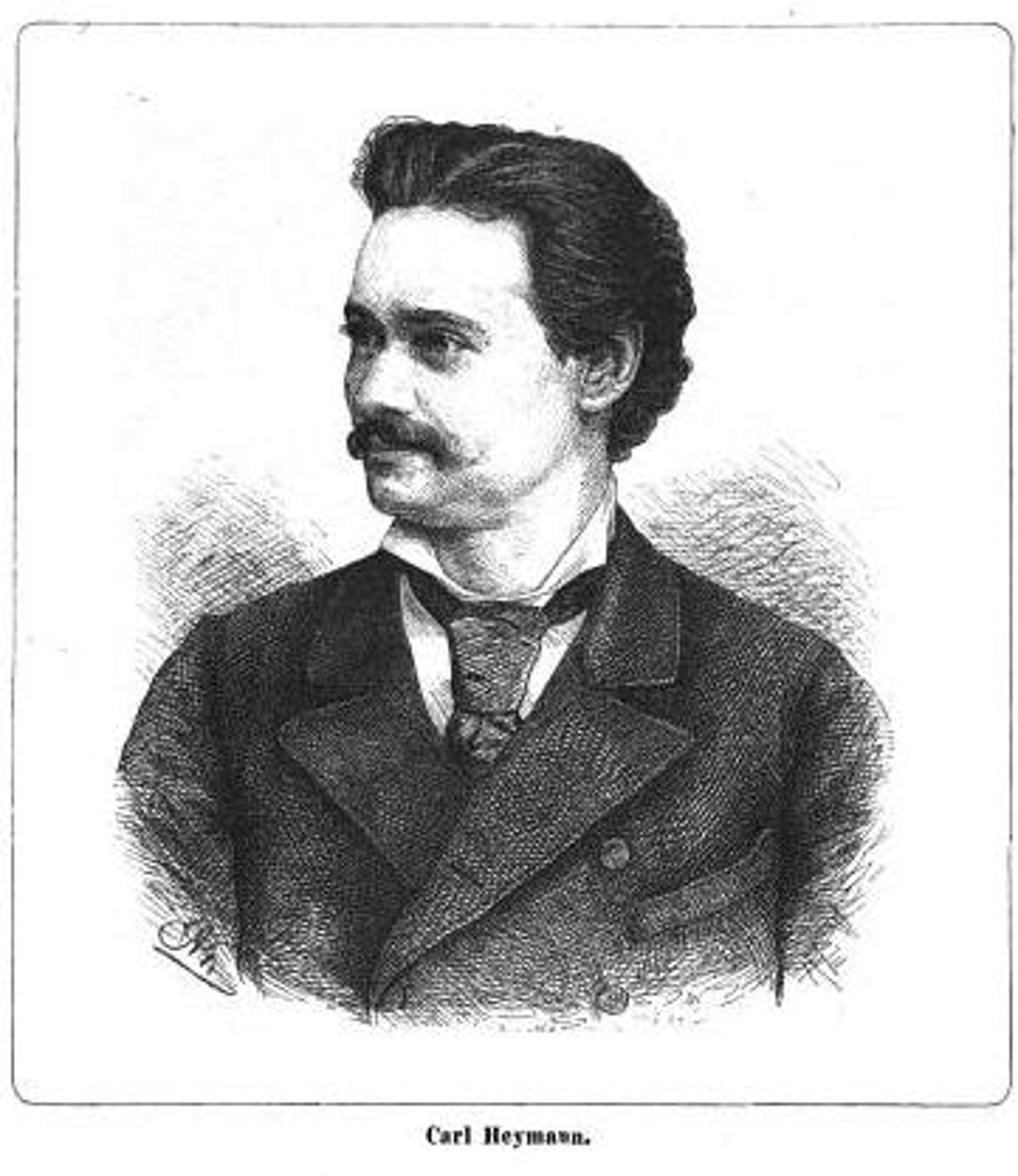
Carl Heymann

Carl Heymann, Karl Heymann (* 6. Oktober 1854 in Filehne; † November 1922) war ein deutscher Pianist und Klavierlehrer.

## Leben
Karl Heymann war der Sohn des Amsterdamer Oberkantors Isaac Heymann. In Berlin war er Schüler von Friedrich Kiel. Als Nachfolger Rubinsteins unterrichtete er an Dr. Hoch’s Konservatorium in Frankfurt am Main zwischen 1878 und 1880. Trotz mehrfacher Unterbrechung seiner frühen, steilen Karriere durch ein psychisches Leiden galt er als einer der bedeutendsten Pianisten seiner Generation. Auch als Komponist trat er hervor. Nach seiner Frankfurter Zeit lebte er wieder in Bingen.
Der Musikschriftsteller Josef Schrattenholz sah in Heymann einen „neuen Liszt“ und charakterisierte sein Spiel folgendermaßen: „Heymann als reproduzierender Künstler ist gleichzeitig auch in eminentem Sinne produktiv tätig, und gerade in der innigen Verschmelzung jener Doppeltätigkeit scheint mir das Geheimnis seiner Originalität und seines Erfolges zu liegen. Ein hervorragendes Kompositionstalent … ist ihm auch als Pianist nur förderlich.“
Nach den 1880er Jahren verschwand der Name Heymanns aus dem Bewusstsein der Musikwelt. Das letzte Drittel seines Lebens verbrachte er in einer Anstalt.